# Blue Mound (Illinois)
Blue Mound és una població dels Estats Units a l'estat d'Illinois. Segons el cens del 2000 tenia 1.129 habitants.

## Demografia
Segons el cens del 2000, Blue Mound tenia 1.129 habitants, 459 habitatges, i 329 famílies. La densitat de població era de 738,8 habitants/km².
Dels 459 habitatges en un 34% hi vivien nens de menys de 18 anys, en un 56% hi vivien parelles casades, en un 11,1% dones solteres, i en un 28,3% no eren unitats familiars. En el 24,6% dels habitatges hi vivien persones soles el 15% de les quals corresponia a persones de 65 anys o més que vivien soles. El nombre mitjà de persones vivint en cada habitatge era de 2,46 i el nombre mitjà de persones que vivien en cada família era de 2,91.
Per edats la població es repartia de la següent manera: un 25,2% tenia menys de 18 anys, un 8,9% entre 18 i 24, un 28,8% entre 25 i 44, un 20,7% de 45 a 60 i un 16,4% 65 anys o més.
L'edat mediana era de 36 anys. Per cada 100 dones de 18 o més anys hi havia 90,3 homes.
La renda mediana per habitatge era de 44.018 $ i la renda mediana per família de 49.432 $. Els homes tenien una renda mediana de 36.354 $ mentre que les dones 21.081 $. La renda per capita de la població era de 20.039 $. Aproximadament el 2,7% de les famílies i el 4,2% de la població estaven per davall del llindar de pobresa.

## Poblacions més properes
El següent diagrama mostra les poblacions més properes.